# Mahencyrtus occultans
Mahencyrtus occultans är en stekelart som beskrevs av Masi 1917. Mahencyrtus occultans ingår i släktet Mahencyrtus och familjen sköldlussteklar.
Artens utbredningsområde är Seychellerna. Inga underarter finns listade i Catalogue of Life.